# Departamento de Bounkiling
Bounkiling es un departamento de la región de Sédhiou en Senegal, con una población censada en noviembre de 2013 de 145 568 habitantes.

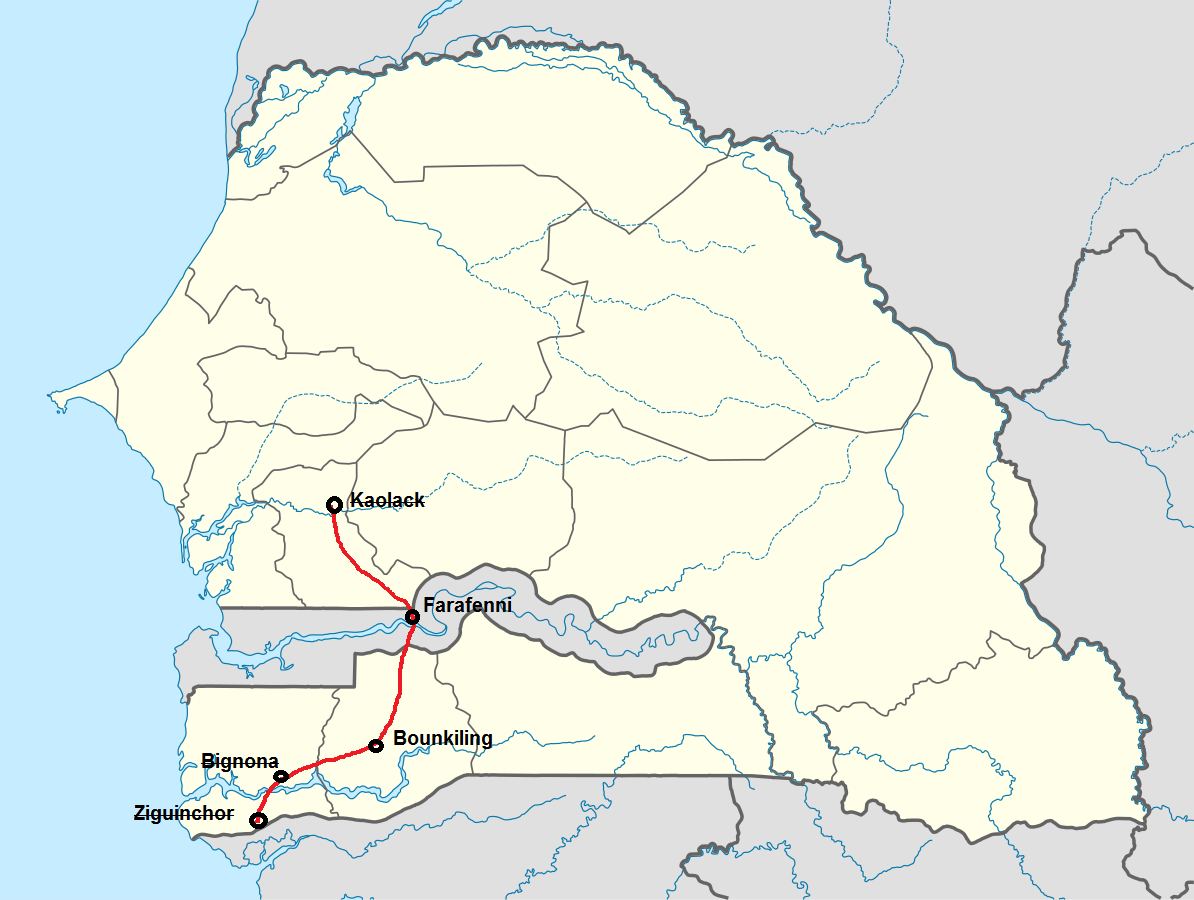
Mapa de la carretera N$

Se encuentra ubicado al suroeste del país, entre la frontera con Gambia, al norte, y con Guinea-Bisáu al sur. Por este departamento pasa la carretera nacional N4.